# Kurt Leschonski
Kurt Leschonski (* 17. Dezember 1930 in Düsseldorf; † 21. März 2002 in Clausthal-Zellerfeld) war ein deutscher Ingenieur und Professor für Mechanische Verfahrenstechnik an der Technischen Universität Clausthal.

## Leben und Werk
Kurt Leschonski studierte an der TH Braunschweig Maschinenbau und wurde 1965 an der TH Karlsruhe bei Hans Rumpf promoviert. Nach weiteren wissenschaftlichen Stationen an der Universität Loughborough in England und der TH Karlsruhe kam Kurt Leschonski 1971 an die TU Clausthal, wo er das Institut für Mechanische Verfahrenstechnik gründete. In den Jahren von 1983 bis 1987 diente er ihr als Prorektor und Rektor. Leschonski formte maßgeblich die wissenschaftliche Gemeinschaft der Partikelmesstechnik mit. In dieser Zeit lag die Gründung des Forschungsverbundes Umwelttechnik, der Ausgangspunkt für die Gründung des Clausthaler Umwelttechnik-Institutes (CUTEC) war. Leschonski gilt als Gründer der CUTEC und war von der Gründung 1990 bis 2000 dessen Geschäftsführer. Zudem gehörte er zu den Initiatoren der PARTEC, dem wichtigsten internationalen Kongress im Bereich der Partikelmesstechnik.
Kurt Leschonski erhielt Rufe an die TH Delft (1971), an die TU Hamburg-Harburg (1979) und an die Universität von Houston, Texas (1983), blieb aber bis zu seiner Emeritierung 1998 an der TU Clausthal. Er war Träger amerikanischer, deutscher und japanischen Ehrungen und Auszeichnungen, sowie des Verdienstkreuzes 1. Klasse des Verdienstordens der Bundesrepublik Deutschland. Ab 1985 war er ordentliches Mitglied der Braunschweigischen Wissenschaftlichen Gesellschaft. 1995 wurde er Ehrenbürger Clausthal-Zellerfelds. 2000 erhielt er die „Hans Rumpf-Medaille für mechanische Verfahrenstechnik“ von DECHEMA und VDI-GVC, benannt nach Leschonskis Doktorvater Hans Rumpf.

## Werke
- Kurt Dialer, Kurt Leschonski, Ulfert Onken: Grundzüge der Verfahrenstechnik und Reaktionstechnik. Hanser Fachbuch, München 1986, ISBN 3-446-14560-5
- Kurt Leschonski: Grundlagen und moderne Verfahren der Partikelmesstechnik. Institut für mechanische Verfahrenstechnik und Umweltverfahrenstechnik, Technische Universität Clausthalt, 1988
- Hans Rumpf, Kurt Leschonski: Vorträge des 1. Europäischen Symposions "Partikelmesstechnik" in Nürnberg 17.–19. September 1975, Band 79 der DECHEMA Monographien, Deutsche Gesellschaft für Chemisches Apparatewesen